# Listă de țări în care ninge
Listă de țări în care cade zăpadă de obicei.

## La sau sub 1000 de metri pestenivelul mării

### Europa
- Albania
- Andorra
- Austria
- Belarus
- Belgia
- Bosnia-Herțegovina
- Bulgaria
- Croația
- Cipru
- Cehia
- Danemarca
- Elveția
- Estonia
- Finlanda
- Franța
- Georgia
- Germania
- Grecia
- Ungaria
- Islanda
- Irlanda
- Italia
- Letonia
- Liechtenstein
- Lituania
- Luxembourg
- Macedonia
- Muntenegru
- Norvegia
- Olanda
- Polonia
- Portugalia
- Regatul Unit
- Republica Moldova
- România
- Rusia
- San Marino
- Serbia
- Slovacia
- Slovenia
- Spania
- Suedia
- Ucraina

### Asia
- Afganistan
- Arabia Saudita(partea nordică)
- Armenia
- Azerbaidjan
- China
- Cisiordania
- Georgia
- Irak
- Iran
- India
- Israel
- Iordania
- Japonia
- Kazahstan
- Coreea de Nord
- Coreea de Sud
- Pakistan
- Palestina
- Mongolia
- Rusia
- Tadjikistan
- Turcia
- Turkmenistan
- Uzbekistan

### America de Nord
- Canada
- Mexic, în statul  Chihuahua ninge frecvent (între ianuarie și martie) și la altitudini mai mari de 2.500 de metri[1][2]
- Statele Unite ale Americii

### America de Sud
- Argentina
- Bolivia
- Chile
- Ecuador
- Peru

### Oceania
- Australia
- Noua Zeelandă
- Papua Noua Guinee

### Antarctida
- Antarctida

### Africa
Țările din Nordul Africii
- Egipt
- Maroc
- Algeria
- Tunisia
- Libia

## Țări în care ninge în munții înalți

### Europa
- Malta

### Asia
- Arabia Saudită
- Bhutan
- India
- Indonezia
- Irak
- Israel
- Libia
- Myanmar
- Nepal
- Siria
- Taiwan
- Vietnam
- Yemen

### America de Nord
- Canada
- Guatemala
- Mexic
- Republica Dominicană
- Statele Unite ale Americii

### America de Sud
- Argentina
- Bolivia
- Brazilia
- Columbia
- Chile
- Ecuador
- Peru
- Venezuela

### Africa
- Africa de Sud
- Algeria
- Egipt
- Etiopia
- Libia
- Lesotho
- Kenya
- Madagascar
- Maroc
- Rwanda
- Tanzania

### Oceania
- Papua Noua Guinee

## Articole pe teme de glaciologie
- Aisberg
- Alpii înalți
- Antarctica
- Arctica
- Ablație (fenomen)
- Balanța masei unui ghețar
- Banchiză
- Calotă glaciară
- Calotă polară
- Circ glaciar
- Climatul calotelor polare
- Criosferă
- Ecoton, tranziția între două comunități ecologice
- Efectul de trecere, efectul de contrast între mediile diferite ale unui ecosistem
- Efectul Massenerhebung
- Gheață
- Ghețar
- Glaciologie
- Încălzirea globală
- Înzăpezire
- Lac glaciar
- Linia arborilor
- Linia ghețarilor
- Linia înghețului
- Linia de îngheț (astrofizică)
- Linia zăpezii
- Listă de țări în care ninge
- Listă de lacuri din România
- Morenă
- Nivologie
- Sculptura în gheață
- Spărgător de gheață
- Zăpadă
- Zonă de ablație
- Zonă de acumulare